# Arata Sugiyama
Arata Sugiyama (født 25. juli 1980) er en tidligere japansk fodboldspiller.
Han har spillet for flere forskellige klubber i sin karriere, herunder Kashiwa Reysol og Ventforet Kofu.